# Isola di Eva-Liv
L'isola di Eva-Liv (in russo Остров Ева-Лив, Eva-Liv) è un'isola russa del gruppo Belaja Zemlja che fa parte dell'arcipelago della Terra di Francesco Giuseppe, nell'Oceano Artico; si trova nella parte nord-orientale dell'arcipelago. L'isola, lunga 25 km e con una superficie di 288 km², è la più grande delle tre isole del gruppo.

## Storia
Isola di Eva-Liv fu così chiamata da Fridtjof Nansen, che scoperse le isole di Belaja Zemlja (da lui chiamate Hvidtenland, in norvegese: Terra Bianca) durante la sua spedizione polare, nel 1895. Nansen raggiunse la parte orientale dell'isola nell'agosto del 1895 e le diede il nome di sua moglie, Eva, due giorni dopo raggiunse quella che credeva un'altra isola, cui diede il nome della figlia Liv, mentre in effetti era solo la parte occidentale della stessa isola. L'errore di Nansen fu dovuto ai ghiacci dell'arcipelago, per cui a volte è difficile stabilire dove finisce la terra e inizia il mare.